# Karl Flügel (Bischof)
Karl Borromäus Flügel (* 20. August 1915 in Amberg; † 1. Juni 2004 in Mallersdorf) war ein deutscher katholischer Theologe und Weihbischof in Regensburg sowie Vorsitzender des Caritasverbands für die Diözese Regensburg.

## Leben
Karl Flügel wurde 1949 durch den Bischof Michael Buchberger im Regensburger Dom zum Priester geweiht. Es folgten Kaplansjahre im oberfränkischen Selb und im niederbayerischen Massing. Nach dem Studium des Kirchenrechts in München wurde er 1957 zum Domvikar, 1961 zum Vizeoffizial und 1963 zum Domkapitular und Offizial ernannt.
Am 5. September 1968 ernannte Papst Paul VI. Karl Flügel zum Titularbischof von Altiburus und Weihbischof im Bistum Regensburg. Am 7. Oktober wurde er durch Bischof Rudolf Graber zum Bischof geweiht. Mitkonsekratoren waren die Bischöfe Josef Stimpfle von Augsburg und Antonius Hofmann von Passau. Als Wahlspruch wählte er Collaborare evangelio („Hilf mittragen an der Verkündigung der Frohbotschaft“). Er wurde kurz darauf zum Bischofsvikar für die caritativen Werke ernannt. 1971 wählte ihn das Regensburger Domkapitel zum Dompropst.
Während seiner Zeit als Weihbischof engagierte er sich vor allem im Bereich der Ökumene. So gehört er zu den Mitbegründern der Ökumene-Kommission und der Arbeitsgemeinschaft christlicher Kirchen in Bayern. Bei der Gemeinsamen Synode der Bistümer in der Bundesrepublik Deutschland wirkt er als Sprecher zum Thema „Kirchliche Verwaltungsgerichtsordnung“. Im vatikanischen Einheitssekretariat wurde er Mitglied in der Kommission für die religiösen Beziehungen zum Judentum.
1984 wurde er aus gesundheitlichen Gründen emeritiert. Danach nahm er sich vor allem um die Wallfahrtsseelsorge an. Er begleitete regelmäßig als „Pilgerbischof“ die Regensburger Fußwallfahrt nach Altötting und nach Tirschenreuth.
Das vielfältige Engagement von Karl Flügel wurde mit Auszeichnungen anerkannt. Er ist Träger des Bundesverdienstkreuzes 1. Klasse, des Bayerischen Verdienstordens, der Silbernen Bürgermedaille der Stadt Regensburg, des Ehrenzeichens des Deutschen Caritasverbands, deren Regensburger Abteilung er vorsaß, in Gold und der Verdienstplakette in Silber des Malteser Hilfsdienstes. Über 8000 Pilger überreichten ihm für sein Wirken um die Regensburger Fußwallfahrt den Ehrenpilgerstab. In seinem damaligen Wohnort Wald wurde er im März 1979 zum Ehrenbürger ernannt.
Im Oktober 2003 feierte er im Dom das 35-jährige Bischofsjubiläum. Am 1. Juni 2004 verstarb er im Alter von 88 Jahren in Mallersdorf.